# Ticheville
Ticheville és un municipi francès situat al departament de l'Orne i a la regió de Normandia. L'any 2007 tenia 223 habitants.

## Demografia

### Població
El 2007 la població de fet de Ticheville era de 223 persones. Hi havia 92 famílies de les quals 24 eren unipersonals (20 homes vivint sols i 4 dones vivint soles), 28 parelles sense fills, 32 parelles amb fills i 8 famílies monoparentals amb fills.
La població ha evolucionat segons el següent gràfic:
Habitants censats

### Habitatges
El 2007 hi havia 146 habitatges, 92 eren l'habitatge principal de la família, 41 eren segones residències i 13 estaven desocupats. Tots els 143 habitatges eren cases. Dels 92 habitatges principals, 67 estaven ocupats pels seus propietaris, 20 estaven llogats i ocupats pels llogaters i 5 estaven cedits a títol gratuït; 1 tenia una cambra, 3 en tenien dues, 14 en tenien tres, 25 en tenien quatre i 49 en tenien cinc o més. 71 habitatges disposaven pel capbaix d'una plaça de pàrquing. A 45 habitatges hi havia un automòbil i a 44 n'hi havia dos o més.

### Piràmide de població
La piràmide de població per edats i sexe el 2009 era:
| Homes | Edats   | Dones |
| ----- | ------- | ----- |
| 0     | 95 o +  | 0     |
| 0     | 90 a 94 | 0     |
| 4     | 85 a 89 | 4     |
| 8     | 80 a 84 | 0     |
| 4     | 75 a 79 | 16    |
| 0     | 70 a 74 | 0     |
| 0     | 65 a 69 | 4     |
| 8     | 60 a 64 | 8     |
| 12    | 55 a 59 | 4     |
| 12    | 50 a 54 | 8     |
| 4     | 45 a 49 | 4     |
| 4     | 40 a 44 | 12    |
| 12    | 35 a 39 | 8     |
| 0     | 30 a 34 | 12    |
| 16    | 25 a 29 | 8     |
| 8     | 20 a 24 | 0     |
| 8     | 15 a 19 | 4     |
| 4     | 10 a 14 | 4     |
| 8     | 5 a 9   | 8     |
| 4     | 0 a 4   | 8     |

## Economia
El 2007 la població en edat de treballar era de 147 persones, 112 eren actives i 35 eren inactives. De les 112 persones actives 102 estaven ocupades (61 homes i 41 dones) i 10 estaven aturades (6 homes i 4 dones). De les 35 persones inactives 15 estaven jubilades, 10 estaven estudiant i 10 estaven classificades com a «altres inactius».

### Ingressos
El 2009 a Ticheville hi havia 97 unitats fiscals que integraven 242,5 persones, la mediana anual d'ingressos fiscals per persona era de 15.368 €.

### Activitats econòmiques
Dels 10 establiments que hi havia el 2007, 6 eren d'empreses de construcció, 2 d'empreses de comerç i reparació d'automòbils, 1 d'una empresa d'hostatgeria i restauració i 1 d'una empresa de serveis.
Dels 6 establiments de servei als particulars que hi havia el 2009, 2 eren paletes, 1 guixaire pintor, 1 fusteria i 2 lampisteries.
L'any 2000 a Ticheville hi havia 14 explotacions agrícoles que ocupaven un total de 872 hectàrees.

## Poblacions més properes
El següent diagrama mostra les poblacions més properes.